# Стів Меттесон
Стівен Р. Меттесон (англ. Steven R. Matteson, нар. 1965) — американський дизайнер-шрифтовик, чиї роботи використовуються кількома комп'ютерними операційними системами та вбудовані в ігрові консолі, мобільні телефони та інші електронні пристрої. Він є дизайнером сімейства шрифтів Microsoft Segoe, що входить до складу Windows XP та колекції шрифтів Droid, що використовується на платформі мобільних пристроїв Android; також він розробив шрифти бренду та користувацького інтерфейсу, що використовуються в оригінальній Microsoft Xbox та Xbox 360.

## Біографія
Меттесон — випускник Рочестерського технологічного інституту 1988 року, де вивчав типографію, дизайн і поліграфію. Після закінчення навчання він два роки вивчав технологію хінтингу, працюючи в компанії QMS, що виробляє лазерні принтери.
У 1990 році Меттесон почав працювати в Monotype Corporation (пізніше Agfa-Monotype), де брав участь у створенні основних шрифтів TrueType для Windows 3.1x: Arial, Times New Roman та Courier New.
Меттесон створив шрифти для бібліотеки Agfa-Monotype (такі як Goudy Ornate та Gill Floriated Capitals) та керував дизайном шрифтів на замовлення для таких компаній, як Agilent Technologies, Symantec та Microsoft. Меттесон розробив Andalé Mono як моноширинний шрифт для командного рядка та кодування на замовлення Taligent. Шрифт зараз входить до складу Mac OS X і містився в пакеті Core fonts for the Web.
До 2003 року Меттесон керував розробкою індивідуальних шрифтів для Agfa-Monotype. У 2004 році він став партнером-засновником і директором з дизайну шрифтів в Ascender Corporation в Елк-Гроув-Вілледж, штат Іллінойс.
У 2005 році Меттесон розробив сімейство шрифтів Convection для брендингу та інтерфейсу ігрової консолі Xbox 360 від Microsoft. Меттесон також розробив шрифт користувацького інтерфейсу, який використовується в музичному плеєрі Zune від Microsoft. У 2007 році виробник програмного забезпечення Red Hat випустив сімейство шрифтів Liberation з відкритим вихідним кодом, розроблене Меттесоном. Також у 2007 році Меттесон розробив сімейство шрифтів Droid, що входить до операційної системи Android, яку підтримує Open Handset Alliance.

## Шрифти, розроблені Меттесоном
- Andalé Mono
- Andalé Sans
- Andy Bold
- Aptos (раніше Bierstadt)
- Arimo
- Ascender Sans
- Ascender Sans Bold
- Ascender Serif
- Ascender Serif Bold
- Ayita
- Ayita Bold
- Binner Gothic
- Blueprint
- Cambria
- Cambria Bold
- Chicory
- Convection
- Cousine
- Curlz
- Dujour
- Droid
- Endurance Pro
- Endurance Pro Black
- Endurance Pro Light
- Facade Condensed
- Fineprint
- Fineprint Swash One
- Fineprint Swash Two
- Futura Now
- Goudy Ornate
- Kootenay Pro
- Liberation Mono
- Liberation Sans
- Liberation Serif
- Lindsey Pro
- Massif Pro
- Mayberry
- Miramonte Pro
- Miramonte Pro Bold
- Noto Sans для латинки
- Open Sans
- Open Sans Condensed
- Open Serif
- Othello
- Pescadero Pro
- Pescadero Pro Bold
- Segoe
- Sports Three
- Sports Two
- Tinos
- Titanium
- Truesdell
- Truesdell Ornaments
- Twentieth Century Poster Fonts